# フィンランドの地方行政区画
フィンランドの地方行政区画（フィンランドのちほうぎょうせいくかく）には、最上位自治体である県（フィンランド語: maakunta、スウェーデン語: landskap、英語: region）、またその下に郡（フィンランド語: seutukunta、スウェーデン語: ekonomisk region、英語: sub-region）、更にその下に市町村などの区分がある。2009年末までは、県の上に州（フィンランド語: lääni、スウェーデン語: län、英語: province）が存在した。また、行政上の機能はないが、伝統州（フィンランド語: historialliset maakunta、スウェーデン語: historiska landskap、英語: historical province）という区分も存在する。
また、地方自治体とは別にヘルシンキ市とオーランド自治県以外の各地域の福祉サービス、緊急サービスは2023年1月1日より、独自の議会を持つ福祉サービス郡（フィンランド語: hyvinvointialue、スウェーデン語: välfärdsområde、英語: wellbeing services county）の所管対象となる。全国には21の福祉サービス郡が設置されている。

## フィンランドの県
フィンランドには19の県 (フィンランド語: maakunta、スウェーデン語: landskap、英語: region)がある。領域は領域自治体の協力フォーラムとして働く州議会によって統治されている。主な仕事は開発や企業誘致、教育などの政策である。
フィンランドの県は、1993年に制定された法律によって、1994年に設立された。
2010年末までは、東ウーシマー県が存在したが、ウーシマー県と合併して消滅した。
現在、このうちカイヌー県では議会の選択に普通選挙を試行している。州よりも小さく歴史的に考えてもより文化や方言、経済などの特色が現れており、純粋な中央政府の管理部門である。

### 県の一覧
| 県章               | 県名               | フィンランド語名  | スウェーデン語名      | 県庁所在地       | 旧所属州         | 地図 |
| ------------------ | ------------------ | ----------------- | --------------------- | ---------------- | ---------------- | --- |
| ラッピ県           | ラッピ県           | Lappi             | Lappland              | ロヴァニエミ     | ラッピ州         | ラッピ県 北ポフヤ ンマー県 カイヌー県 北カルヤラ県 北サヴォ県 南サヴォ県 南ポフ ヤンマー県 ポフヤ ンマー県 ピルカ ンマー県 サタク ンタ県 中部ポフ ヤンマー県 中央スオミ県 南西ス オミ県 南カルヤラ県 パイヤト ＝ハメ県 カンタ＝ ハメ県 ウーシマー県 キュ メンラー クソ県 オーランド自治県 |
| 北ポフヤンマー県   | 北ポフヤンマー県   | Pohjois-Pohjanmaa | Norra Österbotten     | オウル           | オウル州         | ラッピ県 北ポフヤ ンマー県 カイヌー県 北カルヤラ県 北サヴォ県 南サヴォ県 南ポフ ヤンマー県 ポフヤ ンマー県 ピルカ ンマー県 サタク ンタ県 中部ポフ ヤンマー県 中央スオミ県 南西ス オミ県 南カルヤラ県 パイヤト ＝ハメ県 カンタ＝ ハメ県 ウーシマー県 キュ メンラー クソ県 オーランド自治県 |
| カイヌー県         | カイヌー県         | Kainuu            | Kajanaland            | カヤーニ         | オウル州         | ラッピ県 北ポフヤ ンマー県 カイヌー県 北カルヤラ県 北サヴォ県 南サヴォ県 南ポフ ヤンマー県 ポフヤ ンマー県 ピルカ ンマー県 サタク ンタ県 中部ポフ ヤンマー県 中央スオミ県 南西ス オミ県 南カルヤラ県 パイヤト ＝ハメ県 カンタ＝ ハメ県 ウーシマー県 キュ メンラー クソ県 オーランド自治県 |
| 北カルヤラ県       | 北カルヤラ県       | Pohjois-Karjala   | Norra Karelen         | ヨエンスー       | 東スオミ州       | ラッピ県 北ポフヤ ンマー県 カイヌー県 北カルヤラ県 北サヴォ県 南サヴォ県 南ポフ ヤンマー県 ポフヤ ンマー県 ピルカ ンマー県 サタク ンタ県 中部ポフ ヤンマー県 中央スオミ県 南西ス オミ県 南カルヤラ県 パイヤト ＝ハメ県 カンタ＝ ハメ県 ウーシマー県 キュ メンラー クソ県 オーランド自治県 |
| 北サヴォ県         | 北サヴォ県         | Pohjois-Savo      | Norra Savolax         | クオピオ         | 東スオミ州       | ラッピ県 北ポフヤ ンマー県 カイヌー県 北カルヤラ県 北サヴォ県 南サヴォ県 南ポフ ヤンマー県 ポフヤ ンマー県 ピルカ ンマー県 サタク ンタ県 中部ポフ ヤンマー県 中央スオミ県 南西ス オミ県 南カルヤラ県 パイヤト ＝ハメ県 カンタ＝ ハメ県 ウーシマー県 キュ メンラー クソ県 オーランド自治県 |
| 南サヴォ県         | 南サヴォ県         | Etelä-Savo        | Södra Savolax         | ミッケリ         | 東スオミ州       | ラッピ県 北ポフヤ ンマー県 カイヌー県 北カルヤラ県 北サヴォ県 南サヴォ県 南ポフ ヤンマー県 ポフヤ ンマー県 ピルカ ンマー県 サタク ンタ県 中部ポフ ヤンマー県 中央スオミ県 南西ス オミ県 南カルヤラ県 パイヤト ＝ハメ県 カンタ＝ ハメ県 ウーシマー県 キュ メンラー クソ県 オーランド自治県 |
| 南ポフヤンマー県   | 南ポフヤンマー県   | Etelä-Pohjanmaa   | Södra Österbotten     | セイナヨキ       | 西スオミ州       | ラッピ県 北ポフヤ ンマー県 カイヌー県 北カルヤラ県 北サヴォ県 南サヴォ県 南ポフ ヤンマー県 ポフヤ ンマー県 ピルカ ンマー県 サタク ンタ県 中部ポフ ヤンマー県 中央スオミ県 南西ス オミ県 南カルヤラ県 パイヤト ＝ハメ県 カンタ＝ ハメ県 ウーシマー県 キュ メンラー クソ県 オーランド自治県 |
| 中部ポフヤンマー県 | 中部ポフヤンマー県 | Keski-Pohjanmaa   | Mellersta Österbotten | コッコラ         | 西スオミ州       | ラッピ県 北ポフヤ ンマー県 カイヌー県 北カルヤラ県 北サヴォ県 南サヴォ県 南ポフ ヤンマー県 ポフヤ ンマー県 ピルカ ンマー県 サタク ンタ県 中部ポフ ヤンマー県 中央スオミ県 南西ス オミ県 南カルヤラ県 パイヤト ＝ハメ県 カンタ＝ ハメ県 ウーシマー県 キュ メンラー クソ県 オーランド自治県 |
| ポフヤンマー県     | ポフヤンマー県     | Pohjanmaa         | Österbotten           | ヴァーサ         | 西スオミ州       | ラッピ県 北ポフヤ ンマー県 カイヌー県 北カルヤラ県 北サヴォ県 南サヴォ県 南ポフ ヤンマー県 ポフヤ ンマー県 ピルカ ンマー県 サタク ンタ県 中部ポフ ヤンマー県 中央スオミ県 南西ス オミ県 南カルヤラ県 パイヤト ＝ハメ県 カンタ＝ ハメ県 ウーシマー県 キュ メンラー クソ県 オーランド自治県 |
| ピルカンマー県     | ピルカンマー県     | Pirkanmaa         | Birkaland             | タンペレ         | 西スオミ州       | ラッピ県 北ポフヤ ンマー県 カイヌー県 北カルヤラ県 北サヴォ県 南サヴォ県 南ポフ ヤンマー県 ポフヤ ンマー県 ピルカ ンマー県 サタク ンタ県 中部ポフ ヤンマー県 中央スオミ県 南西ス オミ県 南カルヤラ県 パイヤト ＝ハメ県 カンタ＝ ハメ県 ウーシマー県 キュ メンラー クソ県 オーランド自治県 |
| 中央スオミ県       | 中央スオミ県       | Keski-Suomi       | Mellersta Finland     | ユヴァスキュラ   | 西スオミ州       | ラッピ県 北ポフヤ ンマー県 カイヌー県 北カルヤラ県 北サヴォ県 南サヴォ県 南ポフ ヤンマー県 ポフヤ ンマー県 ピルカ ンマー県 サタク ンタ県 中部ポフ ヤンマー県 中央スオミ県 南西ス オミ県 南カルヤラ県 パイヤト ＝ハメ県 カンタ＝ ハメ県 ウーシマー県 キュ メンラー クソ県 オーランド自治県 |
| サタクンタ県       | サタクンタ県       | Satakunta         | Satakunda             | ポリ             | 西スオミ州       | ラッピ県 北ポフヤ ンマー県 カイヌー県 北カルヤラ県 北サヴォ県 南サヴォ県 南ポフ ヤンマー県 ポフヤ ンマー県 ピルカ ンマー県 サタク ンタ県 中部ポフ ヤンマー県 中央スオミ県 南西ス オミ県 南カルヤラ県 パイヤト ＝ハメ県 カンタ＝ ハメ県 ウーシマー県 キュ メンラー クソ県 オーランド自治県 |
| 南西スオミ県       | 南西スオミ県       | Varsinais-Suomi   | Egentliga Finland     | トゥルク         | 西スオミ州       | ラッピ県 北ポフヤ ンマー県 カイヌー県 北カルヤラ県 北サヴォ県 南サヴォ県 南ポフ ヤンマー県 ポフヤ ンマー県 ピルカ ンマー県 サタク ンタ県 中部ポフ ヤンマー県 中央スオミ県 南西ス オミ県 南カルヤラ県 パイヤト ＝ハメ県 カンタ＝ ハメ県 ウーシマー県 キュ メンラー クソ県 オーランド自治県 |
| 南カルヤラ県       | 南カルヤラ県       | Etelä-Karjala     | Södra Karelen         | ラッペーンランタ | 南スオミ州       | ラッピ県 北ポフヤ ンマー県 カイヌー県 北カルヤラ県 北サヴォ県 南サヴォ県 南ポフ ヤンマー県 ポフヤ ンマー県 ピルカ ンマー県 サタク ンタ県 中部ポフ ヤンマー県 中央スオミ県 南西ス オミ県 南カルヤラ県 パイヤト ＝ハメ県 カンタ＝ ハメ県 ウーシマー県 キュ メンラー クソ県 オーランド自治県 |
| パイヤト＝ハメ県   | パイヤト＝ハメ県   | Päijät-Häme       | Päijänne Tavastland   | ラハティ         | 南スオミ州       | ラッピ県 北ポフヤ ンマー県 カイヌー県 北カルヤラ県 北サヴォ県 南サヴォ県 南ポフ ヤンマー県 ポフヤ ンマー県 ピルカ ンマー県 サタク ンタ県 中部ポフ ヤンマー県 中央スオミ県 南西ス オミ県 南カルヤラ県 パイヤト ＝ハメ県 カンタ＝ ハメ県 ウーシマー県 キュ メンラー クソ県 オーランド自治県 |
| カンタ＝ハメ県     | カンタ＝ハメ県     | Kanta-Häme        | Egentliga Tavastland  | ハメーンリンナ   | 南スオミ州       | ラッピ県 北ポフヤ ンマー県 カイヌー県 北カルヤラ県 北サヴォ県 南サヴォ県 南ポフ ヤンマー県 ポフヤ ンマー県 ピルカ ンマー県 サタク ンタ県 中部ポフ ヤンマー県 中央スオミ県 南西ス オミ県 南カルヤラ県 パイヤト ＝ハメ県 カンタ＝ ハメ県 ウーシマー県 キュ メンラー クソ県 オーランド自治県 |
| ウーシマー県       | ウーシマー県       | Uusimaa           | Nyland                | ヘルシンキ       | 南スオミ州       | ラッピ県 北ポフヤ ンマー県 カイヌー県 北カルヤラ県 北サヴォ県 南サヴォ県 南ポフ ヤンマー県 ポフヤ ンマー県 ピルカ ンマー県 サタク ンタ県 中部ポフ ヤンマー県 中央スオミ県 南西ス オミ県 南カルヤラ県 パイヤト ＝ハメ県 カンタ＝ ハメ県 ウーシマー県 キュ メンラー クソ県 オーランド自治県 |
| キュメンラークソ県 | キュメンラークソ県 | Kymenlaakso       | Kymmenedalen          | コトカ           | 南スオミ州       | ラッピ県 北ポフヤ ンマー県 カイヌー県 北カルヤラ県 北サヴォ県 南サヴォ県 南ポフ ヤンマー県 ポフヤ ンマー県 ピルカ ンマー県 サタク ンタ県 中部ポフ ヤンマー県 中央スオミ県 南西ス オミ県 南カルヤラ県 パイヤト ＝ハメ県 カンタ＝ ハメ県 ウーシマー県 キュ メンラー クソ県 オーランド自治県 |
| オーランド自治県   | オーランド自治県   | Ahvenanmaa        | Åland                 | マリエハムン     | オーランド自治州 | ラッピ県 北ポフヤ ンマー県 カイヌー県 北カルヤラ県 北サヴォ県 南サヴォ県 南ポフ ヤンマー県 ポフヤ ンマー県 ピルカ ンマー県 サタク ンタ県 中部ポフ ヤンマー県 中央スオミ県 南西ス オミ県 南カルヤラ県 パイヤト ＝ハメ県 カンタ＝ ハメ県 ウーシマー県 キュ メンラー クソ県 オーランド自治県 |

#### 廃止された県
| 県章           | 県名           | フィンランド語名 | スウェーデン語名 | 県庁所在地 | 旧所属州   | 廃止年月日   | 備考                     |
| -------------- | -------------- | ---------------- | ---------------- | ---------- | ---------- | ------------ | ------------------------ |
| 東ウーシマー県 | 東ウーシマー県 | Itä-Uusimaa      | Östra Nyland     | ポルヴォー | 南スオミ州 | 2011年1月1日 | ウーシマー県と合併し消滅 |

## フィンランドの郡
フィンランドには県の下に、郡 (フィンランド語: seutukunta、スウェーデン語: ekonomisk region、英語: sub-region)が存在する。2011年現在で、70の郡が存在する。この郡は、県下の市町村によるグループで作られている。郡の制度は、県と同じく1994年に導入された。

### 郡の一覧

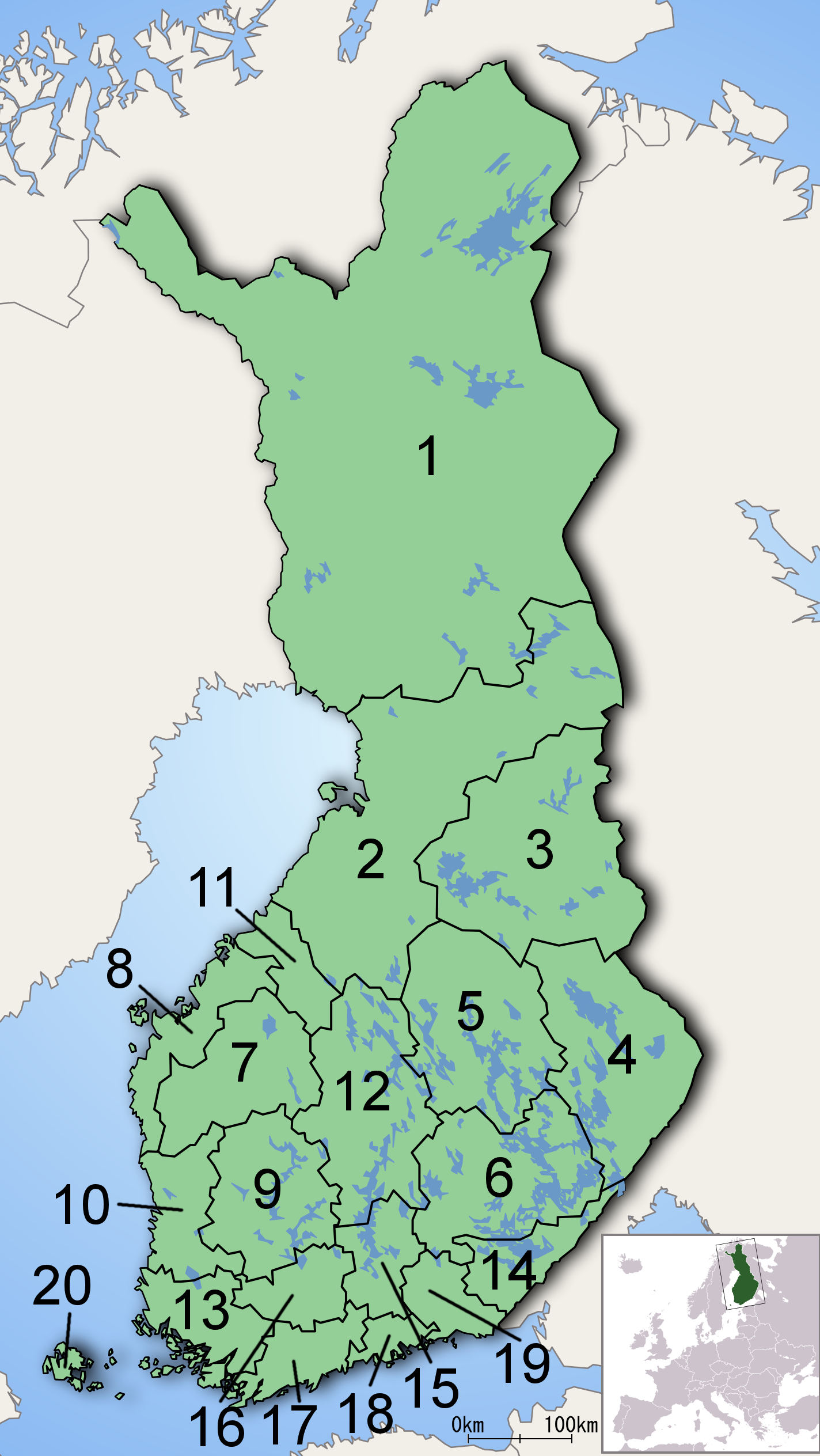
フィンランドの県

| ラッピ県 (1) - 東ラッピ郡 - ケミ＝トルニオ郡 - 北ラッピ郡 - ロヴァニエミ郡 - トルニオラークソ郡 - トゥントゥリ＝ラッピ郡 北ポフヤンマー県 (2) - コイリスマー郡 - ニヴァラ＝ハーパヤルヴィ郡 - オウル郡 - オウルンカーリ郡 - ラーヘ郡 - ハーパヴェデン＝シーカラトヴァ郡 - ユリヴィエスカ郡 カイヌー県 (3) - カヤーニ郡 - ケヒュス＝カイヌー郡 北カルヤラ県 (4) - ヨエンスー郡 - 中央カルヤラ郡 - ピエリセン・カルヤラ郡 | 北サヴォ県 (5) - 北東サヴォ郡 - クオピオ郡 - 内サヴォ郡 - ヴァルカウス郡 - 上サヴォ郡 南サヴォ県 (6) - ミッケリ郡 - ピエクサマキ郡 - サヴォンリンナ郡 南ポフヤンマー県 (7) - ヤヴィセウツ郡 - クーシオクンナット郡 - セイナヨキ郡 - スーポホヤ郡 ポフヤンマー県 (8) - キュロンマー郡 - ピエタルサーリ郡 (ヤコブスタード郡) - スーポホヤ沿岸郡 - ヴァーサ郡 ピルカンマー県 (9) - 南ピルカンマー郡 - 南西ピルカンマー郡 - 北西ピルカンマー郡 - タンペレ郡 - 上ピルカンマー郡 | サタクンタ県 (10) - 北サタクンタ郡 - ポリ郡 - ラウマ郡 中部ポフヤンマー県 (11) - カウスティネン郡 - コッコラ郡 中央スオミ県 (12) - ヨウツァ郡 - ユヴァスキュラ郡 - ヤムサ郡 - ケウルー郡 - サーリヤルヴィ＝ヴィータサーリ郡 - アーネコスキ郡 南西スオミ県 (13) - ロイマー郡 - サロ郡 - トゥルク郡 - ヴァッカ＝スオミ郡 - トゥルンマー郡 (オーボランド郡) | 南カルヤラ県 (14) - イマトラ郡 - ラッペーンランタ郡 パイヤト＝ハメ県 (15) - ラハティ郡 カンタ＝ハメ県 (16) - フォルッサ郡 - ハメーンリンナ郡 - リーヒマキ郡 ウーシマー県 (17、18) - ヘルシンキ郡 - ロヴィーサ郡 - ポルヴォー郡 - ラーセボリ郡 キュメンラークソ県 (19) - コトカ＝ハミナ郡 - コウヴォラ郡 オーランド自治県 (20) - マリエハムン郡 - オーランド農村郡 - オーランド諸島郡 |  |

## フィンランドの伝統州
フィンランドの伝統州はスウェーデンとの歴史の上に残るものである。1634年、県に取って代わり州ができた。伝統的に区分されたものだったため、文化的、言語的な差異は残ったものの、行政上の機能は失っている。フィンランド語方言の広がりなどはまさしくこの行政単位に沿って広がっている。1809年にフィンランドがハミナ和平条約でスウェーデン領からロシア帝国領に変わり、ロシア帝国の保護国であるフィンランド大公国として独立したもののこれらの境界は残った。

### 伝統州の一覧
| 紋章         | 州名         | フィンランド語名 | スウェーデン語名  | 現在の主 な管轄県                                                                       | 地図上 での色 | 地図                                                                    |
| ------------ | ------------ | ---------------- | ----------------- | --------------------------------------------------------------------------------------- | ------------- | ----------------------------------------------------------------------- |
| 南西スオミ   | 南西スオミ   | Varsinais-Suomi  | Egentliga Finland | 南西スオミ県                                                                            | 明茶色        | 各伝統州を色分けした地図。黄色の線は、 現在のフィンランドの県境を示す。 |
| カルヤラ     | カルヤラ     | Karjala          | Karelen           | 北カルヤラ県 南カルヤラ県                                                               | 緑色          | 各伝統州を色分けした地図。黄色の線は、 現在のフィンランドの県境を示す。 |
| ラッピ       | ラッピ       | Lappi            | Lappland          | ラッピ県                                                                                | 濃茶色        | 各伝統州を色分けした地図。黄色の線は、 現在のフィンランドの県境を示す。 |
| ポフヤンマー | ポフヤンマー | Pohjanmaa        | Österbotten       | ラッピ県 北ポフヤンマー県 カイヌー県 中部ポフヤンマー県 ポフヤンマー県 南ポフヤンマー県 | 赤色          | 各伝統州を色分けした地図。黄色の線は、 現在のフィンランドの県境を示す。 |
| サタクンタ   | サタクンタ   | Satakunta        | Satakunda         | ピルカンマー県 サタクンタ県                                                             | 薄紫色        | 各伝統州を色分けした地図。黄色の線は、 現在のフィンランドの県境を示す。 |
| サヴォ       | サヴォ       | Savo             | Savolax           | 北サヴォ県 南サヴォ県                                                                   | 黄色          | 各伝統州を色分けした地図。黄色の線は、 現在のフィンランドの県境を示す。 |
| ハメ         | ハメ         | Häme             | Tavastland        | 中央スオミ県 パイヤト＝ハメ県 カンタ＝ハメ県 キュメンラークソ県                         | 黄緑色        | 各伝統州を色分けした地図。黄色の線は、 現在のフィンランドの県境を示す。 |
| ウーシマー   | ウーシマー   | Uusimaa          | Nyland            | ウーシマー県 キュメンラークソ県                                                         | 水色          | 各伝統州を色分けした地図。黄色の線は、 現在のフィンランドの県境を示す。 |
| オーランド   | オーランド   | Ahvenanmaa       | Åland             | オーランド自治県                                                                        | 青色          | 各伝統州を色分けした地図。黄色の線は、 現在のフィンランドの県境を示す。 |

### 紋章
グスタフ一世が1560年に死去した際に初めて州に肩章を付け、それらのいくつかはその機会に与えられた。スウェーデンからの独立の際その伝統はいくつかに分かれていった。フィンランドは州紋章の冠部分で公爵冠と伯爵冠の区別をつけ、威厳を維持したが、スウェーデンでは1884年には全ての州が紋章に公爵冠を着けることになった。また、スウェーデンとフィンランドの間でのラップランド分割は双方の紋章に区別を必要とし、違ったものになった。カール9世の統治期、サヴォからスウェーデン西部やノルウェー西部への移住が増え、また、フィンランドの森への移住者も増えた。このときの言語境界が1960年代まで保存されたと考えている。

## フィンランドの州（廃止）
フィンランドの州 (フィンランド語: lääni、スウェーデン語: län、英語: province)は、1634年から2009年まで存在した地方行政区画。存在時は、フィンランドの地方行政区画では最上位の地方行政区画であった。
フィンランドの州は、スウェーデン統治下のフィンランドで、1634年に導入された県 (州)が起源である。スウェーデン統治時代の区画については、スウェーデン語に基づいて県 (英語: country)と訳されることもある。1809年のフィンランド大公国建国後の行政区画については、州 (英語: province)と訳されるようになった。しかし全時代を通して、フィンランド語、スウェーデン語での表記は「lääni」と「län」で変わっていない。ちなみに、現在のスウェーデンの県 (län)も、フィンランド語ではlääniと訳されている。
州の権限は中央政府の出先機関のひとつであり、直接選挙で選ばれるものではない。各州は言語、文化などの境界線が重ならない純粋な管理単位となっていた。
19世紀後半からフィンランドは複数言語を持つ国家であったため、政府機関や政府組織は公的にフィンランド語とスウェーデン語の両言語に対応している。
各州は中央政府の内閣の指名に基づき大統領に任命された知事によって運営されており、知事が州を代表し各省庁と地方行政の継ぎ目として働いていた。
公式行政上の州の下にある下位地方自治体の持つ機能は戸籍の登録と州の地方行政区の警察検察と法サービスである。これらは都市区分レベルでの一致を求めておらず、知事の持ち場は知事のみでなく自由意志で参加する引退後の政治家などと共に行われる。
1960年の州分割で、州の数はそれまでで最も多い12となったが、1997年9月1日に、大規模な州の統合があり、フィンランド北部のラッピ州とオウル州、自治州のオーランド自治州以外の9つの州が3つの州へと統合され、12あった州が6州まで削減された。その後、2010年1月1日付で全廃され、フィンランドの州は約375年の歴史に幕を閉じた。

### 2009年末時点の州
| No. | 州章 | 州名             | フィンランド語名   | スウェーデン語名    | 州都           | 最大の都市   | 人口 (2003年) | 面積 (km²) | 1997年の改革時に合併した州                             | Map |
| --- | ---- | ---------------- | ------------------ | ------------------- | -------------- | ------------ | ------------- | ---------- | ------------------------------------------------------ | --- |
| 1.  |      | 南スオミ州       | Etelä-Suomen lääni | Södra Finlands län  | ハメーンリンナ | ヘルシンキ   | 2,116,914     | 34,378     | ウーシマー州、キュミ州、ハメ州南部                     |     |
| 2.  |      | 西スオミ州       | Länsi-Suomen lääni | Västra Finlands län | トゥルク       | タンペレ     | 1,848,269     | 74,185     | ヴァーサ州、トゥルク・ポリ州、中央スオミ州、ハメ州北部 |     |
| 3.  |      | 東スオミ州       | Itä-Suomen lääni   | Östra Finlands län  | ミッケリ       | クオピオ     | 582,781       | 48,726     | クオピオ州、北カルヤラ州、ミッケリ州                   |     |
| 4.  |      | オウル州         | Oulun lääni        | Uleåborgs län       | オウル         | オウル       | 458,504       | 57,000     | 変更無し                                               |     |
| 5.  |      | ラッピ州         | Lapin lääni        | Lapplands län       | ロヴァニエミ   | ロヴァニエミ | 186,917       | 98,946     | 変更無し                                               |     |
| 6.  |      | オーランド自治州 | Ahvenanmaan lääni  | Ålands län          | マリエハムン   | マリエハムン | 26,000        | 6,784      | 変更無し                                               |     |

### 州の変遷
- 州域の変遷を示す。
- オーランド自治州を除いて、フィンランド語の州名を基にした州名を表記する。
- 地図上で、同じ番号が振られている州は、同一の州である。

|  |  |  |  |
|  |  |  |  |
|  |  |  |  |

### 1634年から2009年の間に存在した州
- 州名については、オーランド自治州を除いて、フィンランド語名を基にしたものを記載する。

| 地図上の番号 | 州名                               | フィンランド語名                   | スウェーデン語名              | 州都                      | 期間      | 備考 |
| ------------ | ---------------------------------- | ---------------------------------- | ----------------------------- | ------------------------- | --------- | --- |
| 1            | トゥルク・ポリ州                   | Turun ja Porin lääni               | Åbo och Björneborgs län       | トゥルク                  | 1634–1997 | • 1634年に設立されたフィンランド最初期の州のひとつ • 合併後、西スオミ州となった • フィンランド全州中最長の363年間存続した                                                       |
| 14           | ウーシマー・ハメ州                 | Uudenmaan ja Hämeen lääni          | Nylands och Tavastehus län    | ヘルシンキ/ハメーンリンナ | 1634–1831 | • 1634年に設立されたフィンランド最初期の州のひとつ |
| 18           | ポフヤンマー州                     | Pohjanmaan lääni                   | Österbottens län              | オウル/ヴァーサ           | 1634–1775 | • 1634年に設立されたフィンランド最初期の州のひとつ |
| 20           | カルヤラ州                         | Karjalan lääni                     | Karelens län                  | ヴィープリ                | 1634–1641 | • 1634年に設立されたフィンランド最初期の州のひとつ |
| 21           | カキサルミ州                       | Käkisalmen lääni                   | Kexholms län                  | カキサルミ                | 1634–1721 | • 1634年に設立されたフィンランド最初期の州のひとつ |
| -            | ヴィープリ州                       | Viipurin lääni                     | Viborgs län                   | ヴィープリ                | 1641–1658 | • カルヤラ州が分割して成立 |
| -            | サヴォンリンナ州                   | Savonlinnan lääni                  | Nyslotts län                  | サヴォンリンナ            | 1641–1658 | • カルヤラ州が分割して成立 |
| 20           | ヴィープリ・サヴォンリンナ州       | Viipurin ja Savonlinnan lääni      | Viborgs och Nyslotts län      | ヴィープリ                | 1658–1721 | • ヴィープリ州、サヴォンリンナ州が合併して成立 • 元のカルヤラ州と同じ県域 |
| 19           | サヴォンリンナ・キュメンカルタノ州 | Savonlinnan ja Kymenkartanon lääni | Kymmenegårds och Nyslotts län | ラッペーンランタ          | 1721–1747 | • ヴィープリ・サヴォンリンナ州の後身 |
| 17           | キュメンカルタノ・サヴォ州         | Kymenkartanon ja Savon lääni       | Savolax och Kymmenegårds län  | ロヴィーサ                | 1747–1775 | • サヴォンリンナ・キュメンカルタノ州の後身 |
| 4            | ヴァーサ州                         | Vaasan lääni                       | Vasa län                      | ヴァーサ                  | 1775–1997 | • ポフヤンマー州が分割されて成立 • 合併後、西スオミ州となった |
| 10           | オウル州                           | Oulun lääni                        | Uleåborgs län                 | オウル                    | 1775–2009 | • ポフヤンマー州が分割されて成立 • ペツァモ州合併後からラッピ州の分離までの間のオウル州はフィンランド全州中最大面積であった                                                     |
| 15           | キュメンカルタノ州                 | Kymenkartanon lääni                | Kymmenegårds län              | ヘイノラ                  | 1775–1831 | • キュメンカルタノ・サヴォ州が分割されて成立 |
| 16           | サヴォ・カルヤラ州                 | Savon ja Karjalan lääni            | Savolax och Karelens län      | クオピオ                  | 1775–1831 | • キュメンカルタノ・サヴォ州が分割されて成立 |
| 13           | ヴィープリ州                       | Viipurin lääni                     | Viborgs län                   | ヴィープリ                | 1812–1945 | • ロシア帝国ヴィボルグ県が1812年にフィンランド大公国に割譲されて成立 • 第二次世界大戦、州域の多くがソビエト連邦に占領され、後に割譲。フィンランド側に残った部分でキュミ州が発足 |
| 2            | ウーシマー州                       | Uudenmaan lääni                    | Nylands län                   | ヘルシンキ                | 1831–1997 | • ウーシマー・ハメ州が分割して成立 • 合併後、南スオミ州となった |
| 3            | ハメ州                             | Hämeen lääni                       | Tavastehus län                | ハメーンリンナ            | 1831–1997 | • ウーシマー・ハメ州が分割して成立 • 合併後、南部が南スオミ州、北部が西スオミ州となった                                                                                         |
| 6            | ミッケリ州                         | Mikkelin lääni                     | St. Michels län               | ミッケリ                  | 1831–1997 | • キュメンカルタノ州の後身 • 合併後、大部分が東スオミ州、一部が南スオミ州となった                                                                                               |
| 8            | クオピオ州                         | Kuopion lääni                      | Kuopio län                    | クオピオ                  | 1831–1997 | • サヴォ・カルヤラ州の後身 • 合併後、東スオミ州となった |
| 12           | オーランド自治州                   | Ahvenanmaan lääni                  | Ålands län                    | マリエハムン              | 1918–2009 | • 自治州 • 廃止後も、自治県として存続 |
| 25           | ペツァモ州                         | Petsamon lääni                     | Petsamo län                   | ペツァモ                  | 1921–1921 | • ロシア・ソビエト連邦社会主義共和国より割譲されて成立 • オウル州に吸収合併された • 第二次世界大戦後、ペツァモ州域のほとんどがソビエト連邦に割譲された                          |
| 11           | ラッピ州                           | Lapin lääni                        | Lapplands län                 | ロヴァニエミ              | 1938–2009 | • オウル州から分割されて成立 |
| 5            | キュミ州                           | Kymen lääni                        | Kymmene län                   | コウヴォラ                | 1945–1997 | • ソビエト連邦に占領されなかったヴィープリ州の領域から成立 • 合併後、南スオミ州となった                                                                                         |
| 7            | 中央スオミ州                       | Keski-Suomen lääni                 | Mellersta Finlands län        | ユヴァスキュラ            | 1960–1997 | • ヴァーサ州、ハメ州、クオピオ州の一部を合併し成立 • 合併後、西スオミ州となった                                                                                                 |
| 9            | 北カルヤラ州                       | Pohjois-Karjalan lääni             | Norra Karelens län            | ヨエンスー                | 1960–1997 | • クオピオ州から分割されて成立 • 合併後、東スオミ州となった |
| 22           | 南スオミ州                         | Etelä-Suomen lääni                 | Södra Finlands län            | ハメーンリンナ            | 1997–2009 | • ウーシマー州、キュミ州、ハメ州南部とミッケリ州の一部が合併して成立 |
| 23           | 西スオミ州                         | Länsi-Suomen lääni                 | Västra Finlands län           | トゥルク                  | 1997–2009 | • トゥルク・ポリ州、ヴァーサ州、中央スオミ州、ハメ州北部が合併して成立 |
| 24           | 東スオミ州                         | Itä-Suomen lääni                   | Östra Finlands län            | ミッケリ                  | 1997–2009 | • クオピオ州、北カルヤラ州、ミッケリ州の大部分が合併して成立 |